# 中国驻累西腓总领事列表
本列表为中国驻巴西累西腓总领事馆历任总领事名录。

## 历任中国驻累西腓总领事

### 中华人民共和国驻累西腓总领事（2014年至今）
2013年11月27日，中巴两国达成协议，中国在累西腓设置总领事馆。2016年2月22日，驻累西腓总领事馆正式开馆。
| 姓名   | 任命 | 到任          | 递交任命书    | 免职 | 离任      | 领事职务 | 备注 | 备注 |
| ------ | ---- | ------------- | ------------- | ---- | --------- | -------- | ---- | ---- |
| 王西安 |      | 2014年5月16日 | 2014年5月14日 |      | 2015年4月 | 总领事   |      |      |
| 李飞月 |      | 2015年4月     |               |      | 2018年5月 | 总领事   |      |      |
| 严宇清 |      | 2018年6月9日  | 2018年6月11日 |      | 2023年2月 | 总领事   |      |      |
| 兰和平 |      | 2024年2月26日 | 2024年4月3日  | 现任 |           | 总领事   |      |      |